# Pobrzeże Słowińskie
Pobrzeże Słowińskie este o arie protejată (arie de protecție specială avifaunistică — SPA) din Polonia întinsă pe o suprafață de 21.819,43 ha, integral pe uscat.

## Localizare
Centrul sitului Pobrzeże Słowińskie este situat la coordonatele 54°41′46″N 17°25′21″E / 54.6961°N 17.4224°E.

## Înființare
Situl Pobrzeże Słowińskie a fost declarat arie de protecție specială avifaunistică în noiembrie 2004 pentru a proteja 36 de specii de animale.

## Biodiversitate
Situată în ecoregiunea continentală, aria protejată nu include niciun habitat protejat.
La baza desemnării sitului se află mai multe specii protejate de  păsări (36): minunița (Aegolius funereus), rață fluierătoare (Anas penelope), rață mare (Anas platyrhynchos), gârliță mare (Anser albifrons), gâscă de semănătură (Anser fabalis), acvilă de munte (Aquila chrysaetos), acvilă țipătoare mică (Aquila pomarina), ciuf de câmp (Asio flammeus), rață-cu-cap-castaniu (Aythya ferina), buhai de baltă (Botaurus stellaris), buha (Bubo bubo), fugaci de țărm (Calidris alpina), caprimulg (Caprimulgus europaeus), prundaș gulerat mare (Charadrius hiaticula), barză albă (Ciconia ciconia), barză neagră (Ciconia nigra), erete de stuf (Circus aeruginosus), erete vânăt (Circus cyaneus), erete cenușiu (Circus pygargus), cristeiul de câmp (Crex crex), lebădă de iarnă (Cygnus cygnus), cocor (Grus grus), codalb (Haliaeetus albicilla), Larus argentatus, pescăruș negricios (Larus fuscus), ferestraș mic (Mergus albellus), ferestrașul mare (Mergus merganser), gaia neagră (Milvus migrans), gaia roșie (Milvus milvus), vultur pescar (Pandion haliaetus), viespar (Pernis apivorus), Phalacrocorax carbo sinensis, bătăuș (Philomachus pugnax), cresteț pestriț (Porzana porzana), chiră mică (Sterna albifrons), chiră de baltă (Sterna hirundo).